# Anguciana
Anguciana – gmina w Hiszpanii, w prowincji La Rioja, w La Rioja, o powierzchni 5,05 km². W 2011 roku gmina liczyła 471 mieszkańców.